# 透明人间 (电视剧)
《透明人间》（日语：透明人間）是日本电视台（NTV）于1996年4月13日至7月6日播出的一部电视剧，由香取慎吾、深津絵里、黑木瞳等人主演。

## 简介
这部电视连续剧是日本著名偶像组合SMAP成员香取慎吾首次主演的电视连续剧作品。香取慎吾饰演一名机缘巧合下获得隐身能力的青年，由于只能将身体变得透明，片中出现了不少臀部裸露的镜头，成为一时话题。
本剧前半部分的氛围较为搞笑轻快，而随着伏笔逐个揭露，逐渐转为沉重的悬疑情节。全局围绕着能够使人变成隐身人的“透明药”，以及与这种药物有关的幕后组织“宙斯集团”展开，随着看似不相关的案件的调查而渐渐揭露出一个耸人听闻的可怕计划。

## 剧情梗概
从小笠原来到东京澀谷的有志青年长谷川半藏爱好摄影。他的理想是成为一名优秀的报社记者，报导重要的新闻，拍下重大价值的照片。他偶遇大报社《首都时报》的记者笹森飞鸟，但卻不幸地被其認作流氓。两人突然遇上神秘男子被车撞死的車禍，但长谷川半藏不慎將身上的鼻敏感藥藥瓶与神秘男子手中的药瓶弄混了，在服藥之後赫然发现自己变成了透明人！只要不穿衣物，就无法看到的长谷川半藏利用隐身的能力查出了一件又一件案子的真相，以珍贵的现场照片震惊了报社的课长，成为了笹森飞鸟的搭档。而半藏发现，笹森飞鸟的盲人妹妹玲奈居然能够看见隐身状态下的自己！而这半藏与飞鸟这一对欢喜冤家在调查一件又一件大新闻事件的同时，也逐渐发现了与透明人有关的宙斯集团的踪影。原来神秘男子手中的透明药就是与宙斯集团相关的一个秘密计划的产物。而宙斯集团为了保守秘密，一定要追回药品，并将知情人灭口。长谷川半藏很快就被宙斯集团追杀。警视厅科学研究所的西村信子自称是笹森玲奈的生母，但实际上似乎是宙斯集团相关计划的负责人，与半藏有不为人知的关系！

## 主要角色
長谷川半蔵（香取慎吾 饰）（粵語配音：蘇強文）
本剧主人公，从小笠原群岛来到东京的20岁青年，性格天真烂漫，乐于助人，热爱摄影。希望能够拍到东京的土拨鼠。
笹森飛鳥（深津絵里 饰）（粵語配音：鄭麗麗）
大报社《首都时报》的女记者，24歳。父亲是公义派记者笹森晋太郎。由于父亲因为不懈追踪大企业的黑暗面而遇害，飞鸟决心秉承父亲的遗志，做一名优秀的记者。性格要强，是非分明，在和半藏搭档的初期十分不满意，但随着合作的深入，对半藏逐渐改观。同时两人也逐渐发现了透明药所牵涉的秘密。
笹森 玲奈（山田麻衣子 饰）（粵語配音：林元春）
飛鳥的妹妹，15歳。与飞鸟并没有血缘关系，而是飞鸟父亲收养的义女。飞鸟的父亲追查的工厂事故案件中，佐佐木厂长由于他的紧逼而自杀，所以飞鸟的父亲出于赎罪而收养了他的女儿玲奈。玲奈在12年前的工厂事故中双目失明，但能够看到隐身状态下的半藏。
遠山達夫（石田純一 饰）（粵語配音：陳永信）
警视厅首都圈本部搜查一课的刑警。十分好色，看到美女就会开始视为猎物。
森田勇二（森本レオ 饰）（粵語配音：林國雄）
《首都时报》的部长，同时也是远山刑警大学时代的前辈。
倉泽清美（黒谷友香 饰）
《首都时报》的女实习生，擅长电脑。
大川 紀夫（石塚英彦 饰）
《首都时报》的摄影记者，饭量很大，家中有一个年幼的女儿。
野口（二瓶鮫一 饰）
《首都时报》租用的汽车司机。
庭野実（山崎一 饰）（粵語配音：馮錦堂）
半藏的房东，和妻子以及两个女儿一起住在半藏的楼下。全家人都很喜欢擅自进入半藏的屋子里用他的东西。
庭野 みどり（有賀さつき 饰）
房东夫人，对半藏很有好感，但时不时会看到半藏隐身後的情形，以为闹鬼，但总被丈夫和女儿误会为看错。
西村 信子（黒木瞳 饰）（粵語配音：黃鳳英）
警视厅首都圏本部科学捜査研究所的主任。自称是玲奈的母亲，要求将玲奈从飞鸟身边带走。然而真实身份是宙斯集团的研究员，真名是大泽真实，和半藏有不为人知的关系。
ミスターX（嶋田久作 饰）（粵語配音：黃子敬）
领导宙斯集团以及与透明药有关的神秘计划的人物，是一切谜题的源头。

## 播映
《透明人间》1996年在日本电视台首播，1997年在凤凰卫视中文台播出，1998年在台湾卫视中文台播出，1999年在香港無線電視翡翠台播出。以下是1996年日本首播时的详细列表：
| 01               | 4月13日 | ミラクル盗撮スクープの秘密! 今世紀最大のヒーローは見えない | 21.6% |
| 02               | 4月20日 | 悪人は眠らせない! 女装マジックを暴け!                      | 18.5% |
| 03               | 4月27日 | 悪女同盟! 誘惑キスにドキッ                                 | 19.6% |
| 04               | 5月4日  | ダイハードな幽霊! 学校のトイレの恐怖階段                   | 16.1% |
| 05               | 5月11日 | 恐怖の逃亡者! ラブラブ張り込み作戦大混乱                   | 18.9% |
| 06               | 5月18日 | 仮面の恋! 盲目犯罪を暴いた脱獄テクニック                   | 17.1% |
| 07               | 5月25日 | 殺人魔術! 超能力美女のキッス                               | 17.2% |
| 08               | 6月1日  | SOS愛と死の学校 ジャック事件泣く凶悪犯                     | 18.6% |
| 09               | 6月8日  | 顔のない侵入者! 悪魔の素顔を見たぜゼウス                   | 15.9% |
| 10               | 6月15日 | 悪女炎上! 暴走記者がスクープした運命の罠                   | 16.9% |
| 11               | 6月22日 | 聖母伝説! 逃亡の果てに囚人となった半蔵!!                   | 15.9% |
| 12               | 6月29日 | 盲目美少女死んだ! 闇夜に光る恐怖の箱の謎                   | 17.9% |
| 大结局           | 7月6日  | 地球最後の日! 透明人間死す!! 愛のため                      | 22.9% |
| 平均收视率 18.2% |         |                                                            |       |

## 主题曲
「爱的言灵」
作詞、作曲：桑田佳祐，演唱：南方之星组合